# Расскажи это пчёлам
«Расскажи это пчёлам» (англ. Tell It to the Bees) — фильм 2018 года британского производства. Экранизация одноимённого романа Фионы Шоу. Главные роли исполнили Анна Пэкуин и Холлидей Грейнджер.

## Сюжет
Англия, 50-е годы. После смерти отца доктор Джин возвращается в родной город. Однажды к ней на приём попадает подросток по имени Чарли, которого в школе побили сверстники. Джин проникается сочувствием к мальчику, а его мать, Лидия, с благодарностью относится к новому доктору за её внимание и отзывчивость. Когда Лидия попадает в трудное финансовое положение и оказывается не в состоянии оплатить аренду жилья, Джин приглашает их поселиться в её доме. Постепенно между двумя женщинами завязываются романтические отношения. Однако в маленьком городке царят пуританские нравы, поэтому в адрес женщин начинают сыпаться упрёки и порицания.

## В ролях
| Актёр              | Роль                   |
| ------------------ | ---------------------- |
| Анна Пэкуин        | Джин Маркхэм           |
| Холлидей Грейнджер | Лидия Уикс             |
| Эмун Эллиот        | Роберт Уикс            |
| Лорен Лайл         | Энн Кранмер            |
| Грегор Селкрик     | Чарли Уикс             |
| Билли Бойд         | взрослый Чарли (голос) |
| Кейт Дики          | Пэм Кранмер            |
| Стивен Робертсон   | Джим                   |